# Свети Николай Анапавсас
„Свети Николай Анапавсас“ (на гръцки: Μονή Αγίου Νικολάου Αναπαυσά) е един от шестте действащи православни манастири на Метеора, Гърция. Намира се върху отвесна скала между руините на манастирите „Христос Пантократор“, Свети манастир, „Свети Йоан Кръстител“ и Дупянския скит, югозападно от Големия Метеор и Варлаам.

## История
Днешният манастир е построен в края на ХV век върху руините на стария манастир, построен в края на ХІІІ век. За името Анапавсас има множество тълкувания, като най-вероятно обителта е получила името си по името на някой ктитор, с чиито средства е издигнат първоначално манастирът.
Тясната и ограничена площ на скалата е причината различните помещения на манастира да не са на едно равнище, а да са разположени на етажи, един върху друг. Така на първото равнище са храмът и трапезарията, а над тях са килиите на монасите.
В началото но ХХ век манастирът е изоставен и започва да се руши. С оглед опазването им повечето ценни ръкописи са предадени за съхранение в манастира Света Троица. След 1960 г. Свети Никола Анапавса е обновен от Гръцката археологическа служба, като са реставрирани и почистени стенописите. Манастирът отново става действащ.

## Католикон
Централният храм (католикон) на манастира е посветен на Свети Никола и е разположен на първия етаж. Представлява малка правоъгълна сграда, прилепена към южната стена на манастира и следва формата на скалата.
Храмът започва да се строи няколко години след 1510 г. с паричната помощ на митрополит Дионисий Лариски, и на йеромонах Никонор – архиерейски екзарх на Стаги (днес град Каламбака). Портретите на двамата ктитори са изписани в нартекса на църквата. Според надпис над входа на църквата от 1527 г. църквата е изографисана от прочутия зограф Теофан Критски.

## Галерия
- Свети Нестор и Свети Николай
- Цар Давид
- Цар Соломон
- Съвет на архиереите